# Marianna Biernacka
Marianna Biernacka z domu Czokało (ur. 1888 w Lipsku nad Biebrzą, zm. 13 lipca 1943 w Naumowiczach koło Grodna) – polska męczennica, błogosławiona Kościoła katolickiego.

## Życiorys
Urodziła się w 1888 roku w Lipsku nad Biebrzą. Prawdopodobnie pochodziła z rodziny greckokatolickiej. Wyszła za mąż w wieku 16 lat. Marianna (z domu Czokało) i jej mąż Ludwik Biernacki prowadzili 20-hektarowe gospodarstwo. Mieli sześcioro dzieci, ale czworo z nich zmarło jeszcze w dzieciństwie. Po śmierci męża córka usamodzielniła się, a syn Stanisław się ożenił. Marianna zamieszkała u syna i jego żony Anny (z d. Szymczyk). Na początku lipca 1943 gestapowcy skazali jej syna i synową na śmierć. Syn miał już dwuletnią córkę Genię, a jego żona była znów ciężarna. Dlatego Marianna postanowiła umrzeć za synową i jej nienarodzone dziecko. Rozstrzelano ją razem z synem oraz 48 mieszkańcami Lipska 13 lipca 1943 na fortach w Naumowiczach koło Grodna. Marianna miała jedną prośbę: „Aby przed śmiercią dostarczono jej różaniec”.
Została beatyfikowana 13 czerwca 1999 roku przez papieża Jana Pawła II w Warszawie w grupie 108 błogosławionych męczenników z okresu II wojny światowej. Jest nazywana patronką teściowych, synowych i życia nienarodzonego.
Miejscem szczególnego kultu bł. Marianny Biernackiej jest kościół parafialny Matki Bożej Anielskiej w Lipsku.
Jej wspomnienie liturgiczne obchodzone jest tradycyjnie w dzienną pamiątkę śmierci (dies mortis), jak i w grupie 108 błogosławionych – 12 czerwca.
4 sierpnia 2014 w wieku 98 lat zmarła Anna Biernacka – synowa uratowana przez błogosławioną Mariannę.